# Le Mesnil-Conteville
Le Mesnil-Conteville är en kommun i departementet Oise i regionen Hauts-de-France i norra Frankrike. Kommunen ligger i kantonen Grandvilliers som tillhör arrondissementet Beauvais. År 2022 hade Le Mesnil-Conteville 69 invånare.

## Befolkningsutveckling
Antalet invånare i kommunen Le Mesnil-Conteville
| Referens: INSEE |